# بيدرو شوارتز
بيدرو شوارتز (بالإسبانية: Pedro Schwartz)‏ هو اقتصادي ومؤرخ وسياسي إسباني، ولد في 30 يناير 1935 بمدريد في إسبانيا. في الانتخابات العمومية الإسبانية 1982 ‏، انتخب عضو مجلس النواب الإسباني ‏ عن دائرة مدريد ‏ خلال فترته النيابية ‏ (10 نوفمبر 1982 – 23 أبريل 1986).